# Felip Andreu
Felip Andreu (Granollers, 1727 – Montserrat, 21 de juliol de 1770) fou un compositor català.
Va entrar a l'Escolania de Montserrat i es va formar musicalment amb Benet Esteve. El 1744 va entrar al noviciat i va professar l'any següent. Entre els seus deixebles més destacats podem mencionar a Antoni Ros i Benet Julia Ros. Entre les seves obres destaca la Tèrcia, una composició a sis veus amb acompanyament instrumental.

## Obres[1]
- Oficis: Tercia para los lunes.
- Lamentacions: Lamentación 2 del miércoles para el jueves.
- Altres: Manum Suam.